# Leon Zhang
Zhang Yunlong (Chino: 张云龙; Pinyin: Zhang Yun Long) también conocido como Leon Zhang es un actor y cantante chino. 

## Biografía
Estudió en el "Beijing Film Academy". 

## Carrera
Es miembro de la compañía "Jay Walk Studio".
Leon hizo su debut en la obra Thunderstorm.
En el 2015 apareció como invitado por primera vez en el programa Happy Camp junto a Dilraba Dilmurat, Yang Mi y Bibi Zhou, posteriormente apareció el 8 de abril de 2017 junto a Dilraba Dilmurat, Vengo Gao y Zhang Liang, poco después el 22 de abril del mismo año apareció junto a Shawn Yue, Miriam Yeung y Jiang Jinfu, y más tarde el 25 de noviembre del mismo año junto a Jiang Chao, Sha Yi, Zhang Dada, Yang Shuo, Lin Yun y Chen Bolin.
Ese mismo año realizó una aparición especial en la serie Destined to Love You donde dio vida al estudiante Gu Xiaobai, el alegre y coqueto amigo de la infancia de Xiang Hao (Jia Nailiang) y Shen Wentao (Bosco Wong).
En el 2017 se unió al elenco de la película Mr. Pride vs Miss Prejudice (también conocida como "Ao Jiao Yu Pian Jian") donde dio vida al consentido joven rico de segunda generación Zhu Hou, quien luego de conocer a la joven escritora en línea Tang Nannan (Dilraba Dilmurat), sus vidas comienzan a tener situaciones hilarantes.
El 13 de abril de 2019 se unió al elenco de la serie In Youth (también conocida como "While We Were Still Young") donde interpretó a Fan Shuchen, hasta el final de la serie el 3 de mayo del mismo año.
En enero del 2020 apareció en la serie Eternal Love of Dream (también conocida como "Three Lives, Three Worlds, The Pillow Book") donde dio vida a Cang Yi, una deidad del Monte Zhi Yue que se enamora a primera vista de Bai Fengjiu (Dilraba Dilmurat), con quien casi se casa 70 años atrás.
El 3 de noviemnbre del mismo año se unió al elenco principal de la serie Bright Sword 3: The Lightning General (también conocida como "Drawing Sword 3") donde interpretó al soldado Wang Yunshan, hasta el final de la serie el 15 de noviembre del mismo año.
En 2022 se unirá al elenco de la serie Tears in Heaven donde dará vida al doctor Zhao Zhenrong.

## Filmografía

### Series de televisión
| Año             | Título                                    | Personaje               | Notas                |
| --------------- | ----------------------------------------- | ----------------------- | -------------------- |
| 2022 - presente | Ancient Love Poetry                       | Jing Jian               | (aparición especial) |
| 2022 - presente | My Favourite Special Girl                 | Gu Jiuli                |                      |
| 2022 - presente | Player                                    | Lu Renjia               | [ 7 ]                |
| 2022 - presente | New Generation: Happiness Method          | Hai Yang                |                      |
| 2022 - presente | Survival Code                             | He Lin                  |                      |
| 2021 - presente | Tears in Heaven                           | Dr. Shao Zhenrong       | [ 8 ]                |
| 2021            | Faith Makes Great                         | Xia Li                  | historia: "173 Mi"   |
| 2021            | 1 Vs 100 Dream Boys                       | -                       | (aparición especial) |
| 2020            | Bright Sword 3: The Lightning General     | Wang Yunshan            | 9 episodios          |
| 2020            | With You (Together)                       | Wang Ke                 | 2 episodios          |
| 2020            | Jian Ai Nan Nu                            | Hombre en Cita a Ciegas | (aparición especial) |
| 2020            | My Roommate is a Detective                | Insp. Qiao Chusheng     | 36 episodios         |
| 2020            | Eternal Love of Dream                     | Lord Cang Yi            |                      |
| 2019            | In Youth                                  | Fan Shuchen             | 38 episodios         |
| 2019            | My Poseidon                               | Ye Hai / Poseidon       | 34 episodios         |
| 2017            | Xuan-Yuan Sword Legend: The Clouds of Han | Zhao Yun                | 58 episodios         |
| 2017            | A Different Kind of Pretty Man 2          | Guan Hao                | 30 episodios         |
| 2016            | Hero Dog 2                                | Bao Yu                  | 42 episodios         |
| 2016            | The Interpreter                           | Wang Xudong             | -                    |
| 2015            | Fireworks                                 | Zhao Zhen Nan           | -                    |
| 2015            | Destined to Love You                      | Gu Xiaobai              | -                    |
| 2014            | V Love                                    | Hua Youxi               | -                    |
| 2014            | Swords of Legends                         | Hei Yao                 | -                    |
| 2014            | A Different Kind of Pretty Man            | An Yifei                | -                    |
| 2012            | The Mother                                | Yin Suo                 | -                    |

### Películas
| Año  | Título                      | Personaje    | Notas                                                                                                 |
| ---- | --------------------------- | ------------ | --- |
| 2021 | 1921                        | -            | junto a Huang Xuan, Han Dongjun, Liu Haoran, Shawn Dou, Karry Wang y Zu Feng                          |
| 2019 | SWAT                        | -            | junto a Jia Nailiang, Ling Xiaosu y Gina Gin                                                          |
| 2017 | Mr. Pride vs Miss Prejudice | Zhu Hou      | junto a Dilraba Dilmurat, Vengo Gao, Gina Jin, Ma Weiwei, Fan Tiantian y Kathy Chow                   |
| 2017 | The Dreaming Man            | Zheng Tianle | junto a Chen Bolin, Lin Yun, Zhang Yu, Hongbo Jiang y Shu Pei                                         |
| 2015 | Fall in Love Like a Star    | Gao Mang     | junto a Li Yifeng, Mi Yang, Dilraba Dilmurat, Chen Shu y Yao Qing Wang                                |
| 2015 | Forever Young               | Wei Ge       | junto a Li Yifeng, Jiang Jinfu, Zhang Yuxi, Zhang Huiwen, Wei Daxun, Wang Youshuo, Chai Ge y Nichkhun |
| 2012 | Youth of Dreams             | -            | |
| 2012 | Song and Moon               | -            | |
| 2012 | The Waker                   | -            | |
| 2011 | Passion for Nature          | -            | |

### Apariciones en programas de variedades
| Año              | Programa                                | Notas                  |
| ---------------- | --------------------------------------- | ---------------------- |
| 2021             | Call Me By Fire (披荆斩棘的哥哥)        | miembro                |
| 2020             | Chuang 2020                             | invitado               |
| 2015, 2017, 2020 | Happy Camp                              | 7 episodios            |
| 2019             | Actors Please Take Your Place - 5 Years | miembro                |
| 2019             | Go Fighting!                            | (ep. #5.11) - invitado |
| 2019             | CNY                                     |                        |
| 2018             | Keep Running                            | (ep. #6.8) - invitado  |

### Teatro
| Año | Obra         | Notas |
| --- | ------------ | ----- |
| -   | Thunderstorm | -     |

### Revistas / sesiones fotográficas
| Año  | Título             | Notas                                           |
| ---- | ------------------ | ----------------------------------------------- |
| 2020 | Comfort Magazine   |                                                 |
| 2019 | Bazaar Film - SWAT | junto a Ling Xiaosu, Jia Nailiang y Liu Junxiao |
| 2019 | CIQI               |                                                 |
| 2019 | FireBible          |                                                 |
| 2019 | Sohu Fashion       |                                                 |

### Eventos
| Año  | Título                    | Notas |
| ---- | ------------------------- | ----- |
| 2020 | Avène x Taobao Livestream |       |

## Discografía

### Singles
| Año  | Canción                                    | Álbum                                | Notas                    |
| ---- | ------------------------------------------ | ------------------------------------ | ------------------------ |
| 2017 | "Mr. Pride vs Miss Prejudice" (傲慢與偏見) | OST de "Mr. Pride vs Miss Prejudice" | junto a Dilraba Dilmurat |
| 2014 | "Colorful Youth" (青春不留白)              | OST de "V Love"                      |                          |
| 2014 | "Our Era" (我们的时代)                     | OST de "V Love"                      | junto al elenco          |
| 2013 | "First Love" (初恋)                        | OST de "Love Express"                |                          |

### Otras canciones
| Año  | Título                            | Álbum                                                  | Notas                                                                                 |
| ---- | --------------------------------- | ------------------------------------------------------ | ------------------------------------------------------------------------------------- |
| 2020 | Let the World Be Filled With Love | Lanzado por China Federation of Literary & Art Circles | (Canción para apoyar a quienes luchan contra el coronavirus) - junto a otros artistas |

## Premios y nominaciones
| Año  | Categoría                  | Premio                                   | Películas                   | Resultado |
| ---- | -------------------------- | ---------------------------------------- | --------------------------- | --------- |
| 2016 | Best Actor (Original film) | China International Film Festival London | Mr. Pride vs Miss Prejudice | Ganó      |
| 2014 | Best New Actor             | Beijing College Student Film Festival    | Love Express                | Ganó      |